# Xindhó Primero
Xindhó Primero es una localidad de México localizada en el municipio de Zimapán en el estado de Hidalgo.

## Historia
Xindhó proviene del idioma otomí, significa cuero de piedra.

## Geografía
Se encuentra en la Sierra Gorda, le corresponden las coordenadas geográficas 20° 43’ 57.540” de latitud norte y 99° 20’ 43.336” de longitud oeste, con una altitud de 1802 m s. n. m. En cuanto a fisiografía se encuentra en la provincia del Eje Neovolcánico, dentro de la subprovincia de Llanuras y Sierras de Querétaro e Hidalgo; su terreno es de sierra. En lo que respecta a la hidrografía se encuentra posicionado en la región del Pánuco, dentro de la cuenca del río Moctezuma. Cuenta con un clima semiseco templado.

## Demografía
En 2020 registró una población de 1123 personas, lo que corresponde al 2.81 % de la población municipal. De los cuales 541 son hombres y 582 son mujeres.
| Gráfica de evolución demográfica de Xindhó Primero entre 1995 y 2020 |
|                                                                      |
| Población registrada por los censos y conteos del INEGI.             |